# Abercastell
Abercastell (gal·lès) o Abercastle (anglès) és un poble del comtat de Sir Benfro, en el sud-oest de Gal·les. El terme Abercastell és la suma de dos mots gal·lesos, Aber -estuari- i Castell -mateix significat que en català-. Situat al fons d'una petita rada, al davant mateix d'una illa, l'Ynys Castell (no confondre amb l'illa del mateix nom a l'estret de Menai), el poble té un pub i unes quantes cases. Està situat en una zona majoritàriament gal·loparlant.

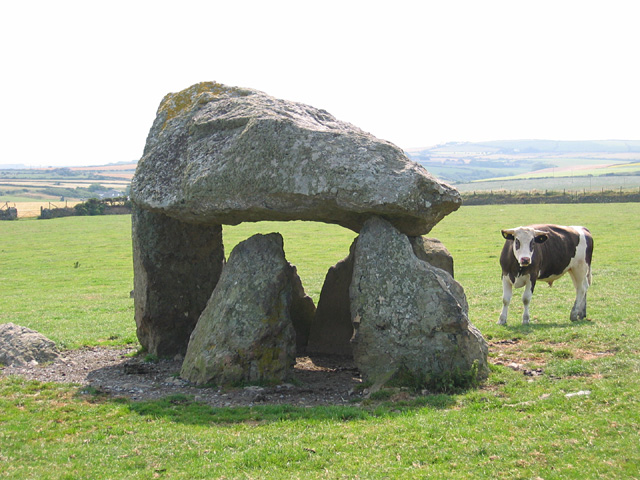
Cambra sepulcral de Careg Sampson

A poca distància hi ha el cromlech neolític de Careg Sampson 51° 57′ 28.01″ N, 5° 7′ 56.82″ O / 51.9577806°N,5.1324500°O, en la finca Longhouse. A partir de l'època Tudor, Abercastell fou un port per l'exportació de pedra calcària i carbó, com encara ho testimonien restes dels magatzems i d'un forn de calç. El 1876, la població fou el punt d'arribada a Europa d'Alfred "Centennial" Johnson, el primer home que creuà l'Atlàntic en solitari.
Una carretera uneix la població amb Trefin a l'oest, i Trefelyn i Mathri al sud-est. A efectes censals depèn de Llanrhian, i la ciutat propera més important és Abergwaun. El seu codi postal és el SA62 i el prefix telefònic el 1348.